# Bataille de Vila Velha
Guerre de Sept Ans
Batailles
- Minorque (navale) (1756)
- Pirna (1756)
- Lobositz (1756)
- Reichenberg (1757)
- Prague (1757)
- Kolin (1757)
- Hastenbeck (1757)
- Gross-Jägersdorf (1757)
- Moys (1757)
- Rochefort (1757)
- Rossbach (1757)
- Breslau (1757)
- Leuthen (1757)
- Carthagène (navale) (1758)
- Olomouc (1758)
- Saint-Malo (1758)
- Rheinberg (1758)
- Krefeld (1758)
- Domstadl (1758)
- Cherbourg (1758)
- Zorndorf (1758)
- Saint-Cast (1758)
- Tornow (1758)
- Lutzelberg (1758)
- Hochkirch (1758)
- Bergen (1759)
- Kay (1759)
- Minden (1759)
- Kunersdorf (1759)
- Neuwarp (navale) (1759)
- Hoyerswerda (1759)
- Baie de Quiberon (navale) (1759)
- Maxen (1759)
- Meissen (1759)
- Glatz (1760)
- Landshut (1760)
- Corbach (1760)
- Emsdorf (1760)
- Dresde (1760)
- Warburg (1760)
- Liegnitz (1760)
- Rhadern (1760)
- Berlin (1760)
- Kloster Kampen (1760)
- Torgau (1760)
- Belle-Île (1761)
- Langensalza (1761)
- Cassel (1761)
- Grünberg (1761)
- Villinghausen (1761)
- Ölper (1761)
- Kolberg (1761)
- Wilhelmsthal (1762)
- Burkersdorf (1762)
- Lutterberg (1762)
- Reichenbach (1762)
- Almeida (1762)
- Valencia de Alcántara (1762)
- Nauheim (1762)
- Vila Velha de Ródão (1762)
- Cassel (1762)
- Freiberg (1762)

- Jumonville Glen (1754)
- Fort Necessity (1754)
- Fort Beauséjour (1755)
- 8 juin 1755
- Monongahela (1755)
- Petitcoudiac (1755)
- Lac George (1755)
- Fort Bull (1756)
- Fort Oswego (1756)
- Kittanning (1756)
- En raquettes (1757)
- Pointe du Jour du Sabbat (1757)
- Fort William Henry (1757)
- German Flatts (1757)
- Lac Saint-Sacrement (1758)
- Louisbourg (1758)
- Le Cran (1758)
- Fort Carillon (1758)
- Fort Frontenac (1758)
- Fort Duquesne (1758)
- Fort Ligonier (1758)
- Québec (1759)
- Fort Niagara (1759)
- Beauport (1759)
- Plaines d'Abraham (1759)
- Sainte-Foy (1760)
- Neuville (1760)
- Ristigouche (navale) (1760)
- Mille-Îles (1760)
- Signal Hill (1762)

- Cap-Français (1757)
- Martinique (1759)
- Guadeloupe (1759)
- Dominique (1761)
- Martinique (1762)
- Cuba (1762)

- Chandernagor (1757)
- Plassey (1757)
- Gondelour (1758)
- Négapatam (navale) (1758)
- Condore (1758)
- Madras (1758)
- Pondichéry (navale) (1759)
- Masulipatam (1759)
- Chinsurah (1758)
- Wandiwash (1760)
- Pondichéry (1760-1761)
- Manille (1762)

- Saint-Louis (1758)
- Gorée (1758)
- Gambie

La bataille de Vila Velha ou bataille de Vila Velha de Ródão eut lieu en octobre 1762, au cours de la guerre de Sept Ans. Une force britannico-portugaise menée par John Burgoyne et Charles Lee reprit la ville de Vila Velha de Ródão aux envahisseurs espagnols qui l'avaient capturée lors de l'invasion espagnole du Portugal. Burgoyne, qui avait capturé la base espagnole de Valencia de Alcántara deux mois plut tôt, marcha ensuite sur les forces se préparant à traverser le Tage depuis l'Alentejo.

## Préparatifs
Le 3 octobre 1762, le comte de Lippe, anticipant une offensive espagnole qui prévoit de traverser la rivière Zêzere puis d'attaquer le quartier-général portugais à Abrantes, donne l'ordre à George Townshend de marcher vers la province de Beira Baixa, afin de faire jonction avec les forces du général George Lennox. Ensuite, ils doivent menacer les lignes de communication espagnoles d'Almeida et Ciudad Rodrigo en avançant sur Belmonte et Penamacor. Cette manœuvre est effectuée rapidement et les soldats portugais de Townshend attaquent avec réussite une force française escortant un convoi près de Sabugal, capturant ainsi une grande quantité de provisions.
Le même jour, la force espagnole, qui a pris Vila Velha, avance sur Porto Cabrão, laissant derrière elle huit pièces d'artillerie gardées par 200 grenadiers et 100 chevaux. Le général Burgoyne, chargé de la défense sur la rive sud du Tage dans cette zone, apprend qu'une faible force garde la batterie espagnole à Vila Velha et ordonne au lieutenant-général Charles Lee de prendre la tête d'un détachement (100 grenadiers portugais, 200 hommes du 85th Foot (en) et 50 du 16th Light Dragoons) et de traverser le Tage afin d'attaquer cette position. Un grenadier portugais du 2nd Cascais Infantry franchit courageusement le Tage avec une corde afin de faciliter le passage d'une barge, sacrifiant sa vie dans cette action.

## Attaque
Le 7 octobre, le détachement de Lee lance de nuit une attaque surprise sur le camp espagnol de Vila Velha. Les Britanniques et les Portugais réussissent à maîtriser, puis à disperser les chevaux espagnols, infligeant alors d'importantes pertes aux soldats ibères. En plus des 250 tués, blessés ou prisonniers, 6 canons et 60 mules d'artillerie sont capturés. La cible principale de Lee, le dépôt d'artillerie, est quant à lui en partie brûlé, le reste saisi. Pour les luso-britanniques, seul un mort et 10 blessés sont comptabilisés. La ville est sécurisée en attendant l'arrivée des renforts le jour suivant. La prise de Vila Velha met fin à la campagne d'invasion franco-espagnole.

## Repli et fin des hostilités
Au cours du mois d'octobre, l'armée franco-espagnole décide de se replier en Espagne, sous la menace de Lippe et Townshend. Les Espagnols sont forcés de laisser derrière eux leurs malades et, le 24 octobre, l'armée est de retour en Espagne. Il y a encore quelques escarmouches le long de la frontière des deux côtés jusqu'au début de l'hiver, mais les Espagnols, malgré une nouvelle tentative à Olivenza et Ouguela (pt), sont finalement repoussés. Le 22 novembre, le commandant espagnol Pedro Pablo Abarca de Bolea propose une trêve à Lippe et la campagne prend fin.